# Lolland Kommune
Lolland Kommune ist eine Kommune in Dänemark. Sie befindet sich auf der gleichnamigen Insel Lolland in der Region Sjælland im Süden des Landes und wurde im Jahre 2007 im Zuge einer Verwaltungsreform gegründet.
Bis 1970 umfasste das Gebiet die Harden Fuglse Herred, Lollands Nørre Herred und Lollands Sønder Herred im damaligen Maribo Amt, aus denen danach die Kommunen Holeby Kommune, Højreby Kommune, Maribo Kommune, Rødby Kommune, Nakskov Kommune, Rudbjerg Kommune und Ravnsborg Kommune im Storstrøms Amt gebildet wurden, die im Zuge der Kommunalreform zum 1. Januar 2007 in der neuen Kommune in der Region Sjælland aufgegangen ist.

## Daten und Fakten
Die Fläche der Gemeinde beträgt 886,10 km². Der Verwaltungssitz befindet sich in der Ortschaft Maribo. Die Einwohnerzahl ist rückläufig: Von fast 49.000 zum Zeitpunkt der Gebietsreform ging sie auf knapp 41.000 im Jahr 2018 zurück.
Zu beachten ist, dass die Gemeinde nur den mittleren und westlichen Teil der Insel Lolland (etwa 1300 km²) umfasst, während der östliche Teil (die alten Kommunen Sakskøbing und Nysted sowie Toreby Sogn als Teil der alten Kommune Nykøbing Falster) zusammen mit der Insel Falster die neue Großgemeinde Guldborgsund Kommune bilden.

## Ortschaften
Die bevölkerungsreichste Ortschaft ist Nakskov mit 12.661 Einwohnern (Stand 2018). Weitere Ortschaften der Kommune Lolland sind Holeby, Langø, Maribo, Nørreballe, Rødby und der Fährhafen Rødbyhavn.

## Verkehr
Durch das Gemeindegebiet führt im Verlauf der Vogelfluglinie die international bedeutende Eisenbahn- und Straßenverbindung von Hamburg nach Kopenhagen. Durch die Privatbahn Lokaltog sind auf der Bahnstrecke Nykøbing F–Nakskov mehrere Gemeindeteile im Norden (unter anderem Nakskov und Maribo) an die Vogelfluglinie angeschlossen. Eine halbstündig fahrende Fähre verbindet den deutschen Ort Puttgarden in Schleswig-Holstein mit Rødbyhavn.

## Politik und Kultur
Bei den Kommunal- und Regionalratswahlen am 21. November 2017 konnten aufgrund der gesunkenen Bevölkerungszahl nur noch 25 Ratsmitglieder (anstelle von 31 bei den Wahlen 2005, 2009 und 2013) in den Stadtrat gewählt. Die Sitzverteilung beträgt 11 Sitze für die Sozialdemokraten, 5 für die konservativ-liberale Venstre und 3 für die Dansk Folkeparti. Die übrigen 6 Sitze gingen an kleinere Gruppierungen.

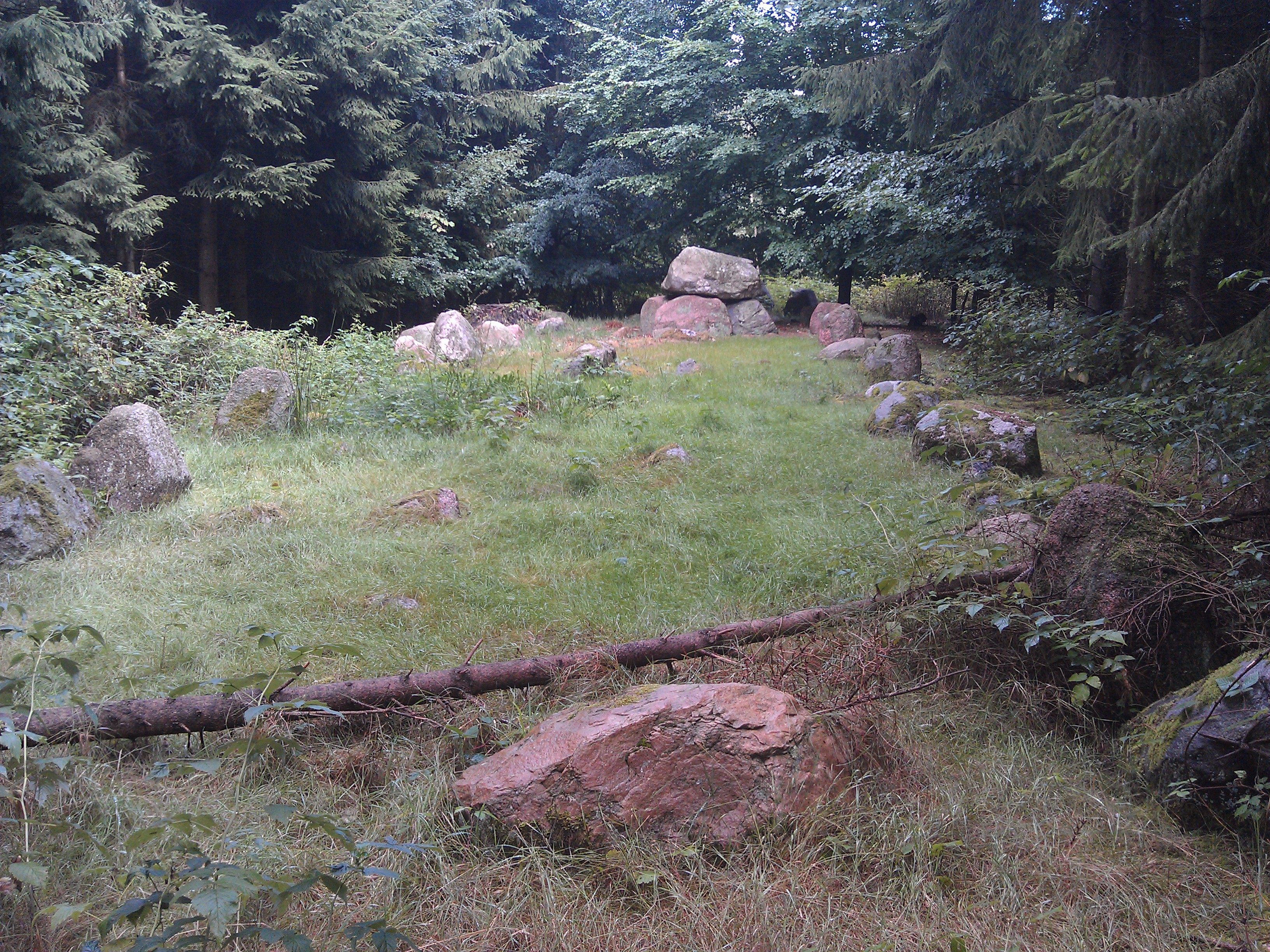
Fundstätte des Männergrabs von Hoby

Bürgermeister ist Holger Schou Rasmussen von den Sozialdemokraten, stellvertretenden Bürgermeister Henrik Høegh von den Konservativ-Liberalen Venstre. Henrik Høegh war Minister in der Regierung Lars Løkke Rasmussen I.
Die Kommune koordiniert mit einer eigenen Stabsstelle die öffentlichen Bibliotheken und die beiden Musikschulen im Gemeindegebiet und entwickelt und unterstützt kulturelle Initiativen und Freizeitangebote.

### Archäologie
Auf dem Gemeindegebiet befindet sich die archäologische Fundstätte des eisenzeitlichen Männergrabs von Hoby.

## Kirchspielsgemeinden und Ortschaften
Auf dem Gemeindegebiet liegen die folgenden Kirchspielgemeinden (dän.: Sogn) und Ortschaften mit über 200 Einwohnern (byer nach Definition der dänischen Statistikbehörde), bei einer eingetragenen Einwohnerzahl von Null hatte der Ort in der Vergangenheit mehr als 200 Einwohner.
| Nr.        | Kirchspiel                           | Einwohner              | Ortschaft          | Einwohner                 |
| ---------- | ------------------------------------ | ---------------------- | ------------------ | ------------------------- |
| 28         | Arninge Sogn                         | 123                    |                    |                           |
| 12         | Askø Sogn                            | 40                     |                    |                           |
| 20         | Avnede Sogn                          | 269                    |                    |                           |
| 18         | Bandholm Sogn                        | 686                    | Bandholm           | 457                       |
| 11         | Birket Sogn                          | 429                    | Birket             | < 200                     |
| 13         | Branderslev Sogn                     | 341                    | Branderslev        | < 200                     |
| 36         | Bursø Sogn                           | 222                    |                    |                           |
| 39         | Dannemare Sogn                       | 452                    | Dannemare          | 391                       |
| 52         | Errindlev Sogn                       | 1. Juli 2022:.0477     | Errindlev          | 265                       |
| 48, 51, 52 | Errindlev-Olstrup-Tågerup Sogn       | 919                    | Errindlev          | 265                       |
| 05         | Fejø Sogn                            | 465                    | Vesterby           | < 200                     |
| 06         | Femø Sogn                            | 112                    |                    |                           |
| 45         | Fuglse Sogn                          | 448                    |                    |                           |
| 40         | Gloslunde Sogn                       | 322                    |                    |                           |
| 29         | Græshave Sogn                        | 134                    |                    |                           |
| 21         | Gurreby Sogn                         | 1. Oktober 2016: 00.62 |                    |                           |
| 16         | Halsted Sogn                         | 471                    |                    |                           |
| 08         | Herredskirke Sogn                    | 1. Juli 2016: .0134    |                    |                           |
| 34         | Hillested Sogn                       | 394                    | Hillested          | 229                       |
| 44         | Holeby Sogn                          | 1.463                  | Holeby             | 1.399                     |
| 04         | Horslunde Sogn                       | 747                    | Horslunde          | 611                       |
| 25         | Hunseby Sogn                         | 1.942                  | Anderstrup Hunseby | 1. Januar 2006: 0.371 384 |
| 26         | Kappel Sogn                          | 236                    |                    |                           |
| 37         | Krønge Sogn                          | 85                     |                    |                           |
| 01         | Købelev Sogn                         | 1. Oktober 2020: 0.249 |                    |                           |
| 01, 2      | Købelev-Vindeby Sogn                 | 460                    |                    |                           |
| 30         | Landet Sogn                          | 255                    |                    |                           |
| 53         | Langø Sogn                           | 316                    | Langø              | 269                       |
| 09         | Løjtofte Sogn                        | 1. Juli 2016: .0128    |                    |                           |
| 35         | Maribo Domsogn                       | 4.583                  | Maribo             | 5.734                     |
| 42         | Nebbelunde Sogn                      | 151                    |                    |                           |
| 15         | Nordlunde Sogn                       | 89                     |                    |                           |
| 54         | Nøbbet Sogn                          | 294                    |                    |                           |
| 51         | Olstrup Sogn                         | 1. Juli 2022:.0150     |                    |                           |
| 47         | Ringsebølle Sogn                     | 232                    |                    |                           |
| 31         | Ryde Sogn                            | 214                    |                    |                           |
| 46         | Rødby Sogn                           | 1.618                  | Rødby              | 1.936                     |
| 50         | Rødbyhavn Sogn                       | 1.653                  | Rødbyhavn          | 1.549                     |
| 07         | Sandby Sogn                          | 607                    | Sandby             | 356                       |
| 19         | Sankt Nikolai Sogn                   | 8.611                  | Nakskov            | 12.456                    |
| 22         | Skovlænge Sogn                       | 1. Oktober 2016: .0193 |                    |                           |
| 33         | Skørringe Sogn                       | 237                    |                    |                           |
| 17         | Stokkemarke Sogn                     | 980                    | Stokkemarke        | 410                       |
| 14         | Stormarks Sogn                       | 3.881                  | Nakskov            | 12.456                    |
| 43         | Sædinge Sogn                         | 350                    |                    |                           |
| 23         | Søllested Sogn                       | 1. Oktober 2016: 1.485 |                    |                           |
| 21/22/23   | Søllested-Skovlænge-Gurreby Sogn     | 1.542                  | Søllested          | 1.363                     |
| 38         | Tillitse Sogn                        | 354                    |                    |                           |
| 41         | Tirsted Sogn                         | 394                    |                    |                           |
| 49         | Torslunde Sogn                       | 159                    |                    |                           |
| 48         | Tågerup Sogn                         | 1. Juli 2022: .0150    |                    |                           |
| 03         | Utterslev Sogn                       | 1. Juli 2016: .0504    |                    |                           |
| 3/8/9      | Utterslev-Herredskirke-Løjtofte Sogn | 644                    | Utterslev          | < 200                     |
| 32         | Vejleby Sogn                         | 201                    |                    |                           |
| 27         | Vestenskov Sogn                      | 414                    |                    |                           |
| 10         | Vesterborg Sogn                      | 347                    |                    |                           |
| 02         | Vindeby Sogn                         | 1. Oktober 2020: 0.184 |                    |                           |
| 24         | Østofte Sogn                         | 896                    | Nørreballe         | 478                       |

1. 1 2  
Birket hatte 2015 erstmals weniger als 200 Einwohner, Branderslev erstmals 2023.
2. 1 2 3 4  "
Die Gemeinden Errindlev Sogn, Olstrup Sogn und Tågerup Sogn wurden am 1. Juli 2022 zum Errindlev-Olstrup-Tågerup Sogn zusammengelegt.
3. ↑  
Die Ortschaft Vesterby auf der Insel Fejø hatte 2004 noch 247 Einwohner, seit 2006 wird die Einwohnerzahl von Danmarks Statistik nicht mehr ausgewiesen.
4. 1 2 3 4  
Am 27. November 2016 gingen Gurreby Sogn, Skovlænge Sogn und Søllested Sogn im Søllested-Skovlænge-Gurreby Sogn auf.
5. 1 2 3 4  
Am 1. August 2016 gingen Herredskirke Sogn, Løjtofte Sogn und Utterslev Sogn im Utterslev-Herredskirke-Løjtofte Sogn auf.
6. ↑  
Mit der Ausweitung der Besiedlungsflächen wurde die Ortschaft Anderstrup vom Amt für Statistik seit der Kommunalreform 2007 zur Stadt Maribo gerechnet.
7. 1 2 3  
Am 29. November 2020 gingen Købelev Sogn und Vindeby Sogn im Købelev-Vindeby Sogn auf.
8. ↑  
Die Einwohnerzahl von Utterslev lag 2022 erstmals unter 200

Soweit Sogne zusammengelegt wurden, bezieht sich das nur auf die kirchlichen Belange. In ihrer Eigenschaft als Matrikelsogne, also als Grundbuchbezirke der Katasterbehörde Geodatastyrelsen, wirken sich seit Abschaffung der Hardenstruktur 1970 solche Änderungen nicht mehr aus.